# Dobrá Voda (hrad)
Hrad Dobrá Voda stojí na východním okraji Malých Karpat v Dobrovodském krasu, nedaleko obce Dobrá Voda v přírodní rezervaci Slopy.

## Historie
Hrad byl postaven někdy mezi lety 1262–1316. Stál na území, které roku 1262 uherský král Bela IV. věnoval Hlohoveckému panství. První písemná zmínka pochází z roku 1316, kdy se dostal do ruky Matúše Čáka Trenčianského. Protože na hradě nesídlila župa a ani se zde nenacházela významná obchodní cesta, neexistují záznamy z dřívější doby. Svojí rozlohou 0,84 hektaru se řadí k největším hradům na Slovensku. Za prvního stavitele bývá považován magistr Aba Velký, jenž podporoval Matúše Čáka. Aba však byl dne 15. června 1312 u Rozhanovců zabit, když s vojskem spěchal na pomoc oligarchům Abovco-Omodějcům. Ti vystupovali proti králi Karlu Robertu z Anjou. Hrad nesl v minulosti různá pojmenování, jako např. Hokw, Dobra Woda, Jókö či Guttenstein. Po smrti Matúše Čáka se dostal do rukou krále. Zikmund Lucemburský jej později prodal Ctiborovi ze Ctibořic, který nechal hrad rozšířit a hlavně v jihovýchodní části znovu opevnit. V majetku rodu zůstal do roku 1434, kdy rod vymřel po meči. Roku 1436 hrad získali Orságovci, kteří posilovali obranu. Hrad poté často střídal majitele, až se dostal do vlastnictví rodu Erdödy, za nichž dochází k úpadku hradu. V roce 1762 postihl hrad požár, po němž nebyl obnoven a chátral.

## Popis
Nejstarší částí je horní hrad, který tvořil patrový obytný palác, po stranách chráněný věžemi a polygonální baštou. Za Orságovců byl přistavěn barbakan a dělová bašta. V obraně před Turky byl postaven dolní hrad a další dělové bašty. Přístup do hradu byl sveden do úzkého koridoru a procházelo se čtyřmi branami.